# 海の御先
『海の御先』（うみのみさき）は、文月晃による日本の漫画。『ヤングアニマル』（白泉社）にて、2007年5号より2014年5号まで連載された。単行本は全15巻。

## ストーリー
東京から遠く離れた南の島・奥津島に引っ越してきた高校2年生の男子・後藤凪は、風に飛ばされた麦藁帽子を拾ったのをきっかけに、島に住む同い年の女子・鳴海雫と出会う。雫の案内で、凪の目的地である「海の御先」と呼ばれる岬へ向かい、仲を深めた2人だったが、転校先の高校で再会した凪に対し、雫は冷たい態度を取る。
実は、雫は奥津島で信仰されている「龍神」に仕える巫女神・「御先の巫女」の1人で、島の住人からは神のように祀られており、気安く関わってはならない存在だった。海の御先に案内してくれた、明るく無邪気な雫とのギャップに釈然としない凪だったが、クラスメイトや島の住人の雫に対する態度、そして密祭である「龍神祭」での雫の姿に、雫が背負っているものの大きさを知る。
龍神祭を終え、同じく御先の巫女である南雲火凜・御剣そよぎと共に集められた雫は、今期転生した龍神を紹介される。ほとんど女児しか生まれない御先の巫女から、先代の龍神が亡くなった日に生まれた男児は龍神の生まれ変わりとされ、御先の巫女は龍神が現れると、その寵愛を賜るべく、奉仕しなければならない。顔を上げた雫達の目の前にいた龍神は、凪その人であった。

## 登場人物
後藤 凪（ごとう なぎ）
本作の主人公で高校2年生。9月23日生まれ。
東京から奥津島に引っ越してきた。本来は父親も奥津島に来るはずだったが、突然ニューヨークへ出張になったため、一人暮らしをすることになる。母親は奥津島出身（凪は知らなかったが、御先の巫女だった）で、凪を産んですぐに亡くなっている。御先の巫女から稀に生まれる男子で、先代の龍神が亡くなった日に生まれたことから、「龍神の生まれ変わり」とされる。
性格は基本的に誠実で、他人を思いやる優しい性格。突然龍神の生まれ変わりと言われ、戸惑うも、島の風習としてだけではなく、御先の巫女達を一人の人間として受け入れようとする。巫女3人のことは、下の名前（雫、そよぎ、火凛）で呼ぶ。父子家庭で育ったため、料理が非常に上手い。
自身が龍神ということは、単なる島の風習の産物程度にしか思っていなかったが、島の御本尊ともいうべき場所に連れられて以降、前世の記憶を一部取り戻す。
鳴海 雫（なるみ しずく）
御先の巫女の1人で、最高位にあたる「恵みをもたらす海の巫女」。高校2年生で、5月生まれ。
島の人々からは神と崇められており、巫女として感情を表に出さないようにしている。凪と初めて会った時は旅行者だと思い、明るく年相応の女の子らしさを見せていたが、凪が島の住民になったと知ると、巫女としての立場から素っ気なく接する。しかし、凪が龍神と分かってからはその人柄に触れ、次第に本来の自分を見せるようになる。龍神（凪）絡みになると、とてつもなく対抗意識（負けず嫌い）な態度を示す。
幼少時に真っ先に志願して出家し、御先の巫女用の家で一人暮らしをしている。また低血圧なのか寝起きは良いほうではなく、寝ボケたまま行動をすることが多い。一部屋が埋め尽くされるほどの大の少女漫画やぬいぐるみ好きで、火凛やそよぎにもその部屋を見られたことは無い。ただ人目を気にする立場から、学校の共用パソコンを使い、ネットショップで購入している。
普段は凪のことを「凪君」と呼ぶ。そよぎ曰く、大人の男でもほどけないようにロープでモノや人を縛ることができる。雫が編み出した独自の結び目で、かつてそよぎが雫を怒らせた際、自力で紐を解くことが出来ずに脱水症状で死にかけたことがあった。
三人の中で最初に凪と結ばれた。
御剣 そよぎ（みつるぎ そよぎ）
御先の巫女の1人で、第2位にあたる「守りを司る風の巫女」。高校2年生。眼鏡を掛けている。
普段は凪のことを「龍神」と呼ぶ。生真面目で、物心がつく前から御先の巫女として、使命や運命について教えられるだけでなく自らの定めと立場を受け入れているため、非常に強い使命感を持っている。「頑張れば必ずなんとかなる」が持論。
幼少期からそよぎを見初めた平良静江の家事への介入により家事をほとんどしたことがなく、特に料理は包丁もまともに扱えないほどだった。
巫女としての修行に幼少期から邁進していたため男女の機微に疎い。火凛から借りた雑誌やドラマを鵜呑みにし大胆な行動を取るが、それは御先の巫女として龍神の寵愛を得ようと考えた結果の行動に過ぎなかった。
当初、雫や火凜に対して気安く接しようとした凪に対して、巫女の使命感から厳しい態度で接した上に龍神と判ってからも事務的に接したため、凪との関係はギクシャクしたものだったが、そよぎの不器用な実直さを凪が受け入れる様になるにつれて双方ともに受け入れたいという気持ちが伝わり、関係が好転した。
首や背中を触られることに弱い。3人の巫女の中では一番スタイルが良い（モデル体型と凪が言っている）。
南雲 火凜（なぐも かりん）
御先の巫女の1人で、第3位にあたる「繁栄をもたらす火の巫女」。高校2年生。
快活で、困っている人を見ると放っておけない世話好きな性格。そのため、島民からは崇拝の対象としてだけではなく、身近な神として好意から気さくに話しかけられている。料理が得意で、その腕は凪を凌ぐほど。
普段は凪のことを「ナギ」と呼ぶ。凪の引越し先の隣に住んでおり、偶然着替えを見られるなどしたため、当初は凪に対して不信感を持っていた。しかし、火凜に原因があったことや、元々の性格からすぐに解消。凪が龍神と判ってからは接し方に悩むものの、凪の思いもあって結局普段通りに接することに。そして、凪の誠実さに触れるにつれて、龍神としてではなく1人の人間としての凪に惹かれていく。
強い使命感を持っている雫達に対し、使命感が希薄だったせいか負い目を持っていた。しかし凛音の計らいで、改めて凪への強い想いを再認識し、負い目も解消したのち雫、そよぎに対して凪争奪の宣戦布告をした。
南雲 凜音（なぐも りんね）
火凜の妹。前世の記憶の断片が残っており（一目で凪の正体に気がついた）、精神的にも巫女たちよりも大人な部分を持っている。ただ火凜曰く、非常に人見知りな性格をしているそうである。
凪を「兄ぃ兄ぃ」（にぃにぃ）、雫達を「姉ぇ姉ぇ」（ねぇねぇ）と呼んでいる。
南雲 ヤエ（なぐも ヤエ）
「おばぁ」と呼ばれている、火凜たちの祖母。事前に世話を頼まれていたことから、凪の父親や母親とは面識がある。また、龍神祭を取り仕切り、凪が龍神の生まれ変わりであることを知っているなど、龍神信仰の中枢にいる模様。
如月 珠江（きさらぎ たまえ）
奥津島高校の教師で、凪達の担任。学校の宿直室を根城にしている。
小学生と見まがうほどの幼い外見で、最初は凪に小学生だと思われており、親友の恵子にまで「大きくなったね」と冗談半分に言われる始末。よく凪や3人の巫女をからったり、思いつきでイベントを開いたりするなど行動も子供っぽいが、クラスの雰囲気を敏感に察知し、凪をクラスに馴染ませる目的でイベントを開催するなど、怜悧な一面もある。
東京大学出身。古代民俗学を専攻しており、密祭である龍神祭の存在を知っていた。カナヅチ。
『ヤングアニマルあいらんど』連載の『頂!』の主人公立山皇海はいとこに当たる。
海斗（かいと）
凪達のクラスメイト。凪も以前に島に来た人間と同じように、すぐに島の生活に飽きて島から出て行くと思い込んでおり、凪と距離を置いて接していた。しかし、バーベキューパーティーの後、凪は島から出て行かないことを伝えられ、少し打ち解けた様子。ただし、彼自身は何もない興津に退屈し、大学は東京へ行きたいと思っている。
来間 小夏（くるま こなつ）
凪達のクラスメイト。
平良 静江（ひらら しずえ）
凪達のクラスメイト。そよぎをとても慕っており、頻繁に身の回りの世話をしている。そのため、そよぎが家事をできない遠因となっている。
吉野 涼帆（よしの すずほ）
凪達のクラスメイト。
奥津 宮古（おきつ みやこ）
凪の母親で、御先の巫女だった女性。凪を出産した後に亡くなっている。ヤエとは面識がある。雫の母親と友人だったらしい。
里美 恵子（さとみ けいこ）
普段は本土に住んでいる珠江の友人で、テレビや映画で活躍する大女優。珠江とは「タマちゃん」、「ミケ（さと「み」「け」いこより）」と呼び合う仲。
奥津に来ていきなり珠江から「龍神」である凪のことを自慢されるも、よく理解していない様子。また珠江から「ペッペケ娘」と呼ばれるほど、普段は無邪気（悪く言えば天然）な振舞いをしている。ただし、興津に来て間もないにも関わらず雫の凪に対する本性を見抜いたことから、人を見る目は確かなようである。
2人が親しくなった理由は、芸能活動のため学校を休みがちだった恵子は久々に学校へ通うと勉強について行けず、クラスメイトがそれまでの勉強教えるものの、なかなか理解出来ずにクラスメイトが次第に離れていった中、珠江は恵子の理解能力を把握し、手作りの問題集を作って恵子に勉強を教えていたためである。

## 単行本
- 文月晃 『海の御先』 白泉社〈ジェッツコミックス〉、全15巻
  1. 2007年9月28日刊行 ISBN 978-4-592-14481-6
  2. 2008年3月28日刊行 ISBN 978-4-592-14482-3
  3. 2008年7月29日刊行 ISBN 978-4-592-14483-0
  4. 2008年12月24日刊行 ISBN 978-4-592-14484-7
  5. 2009年5月29日刊行 ISBN 978-4-592-14485-4
  6. 2009年11月29日刊行 ISBN 978-4-592-14486-1
  7. 2010年3月29日刊行 ISBN 978-4-592-14487-8　
  8. 2010年8月27日刊行 ISBN 978-4-592-14488-5　
  9. 2011年2月28日刊行 ISBN 978-4-592-14489-2
  10. 2011年8月29日刊行 ISBN 978-4-592-14490-8
  11. 2012年2月29日刊行 ISBN 978-4-592-14861-6
  12. 2012年8月24日刊行 ISBN 978-4-592-14862-3
  13. 2013年4月26日刊行 ISBN 978-4-592-14863-0
  14. 2013年10月29日刊行 ISBN 978-4-592-14864-7
  15. 2014年5月29日刊行 ISBN 978-4-592-14865-4

- 単行本6巻ドラマCD付き初回限定版 2009年11月29日刊行 ISBN 978-4-592-14686-5
  - キャスト
    - 後藤凪 - 吉野裕行
    - 鳴海雫 - 日笠陽子
    - 御剣そよぎ - 佐藤利奈
    - 南雲火凜 - 戸松遥
    - 南雲凜音 - 花澤香菜
    - 如月珠江 - 釘宮理恵